# Nintendo 64
Das Nintendo 64 (Eigenschreibweise: NINTENDO64, offiziell abgekürzt als N64, jap.: ニンテンドウ64, Hepburn: Nintendō Rokujūyon), benannt nach seinem 64-Bit-Hauptprozessor, ist die dritte weltweit veröffentlichte stationäre Spielkonsole von Nintendo. Sie ist der Nachfolger des Super Nintendo Entertainment Systems (SNES) und die erste Spielkonsole mit einer 64-Bit-Architektur. Veröffentlicht wurde sie erstmals am 23. Juni 1996 in Japan, am 29. September 1996 in Nordamerika und am 1. März 1997 in Europa. Als Spielkonsole konkurrierte sie hauptsächlich mit der PlayStation von Sony und dem Sega Saturn, konnte bezüglich der Verkaufszahlen jedoch nur die letztere Konsole schlagen.
In Deutschland kam die Konsole zu einem Preis von 399 D-Mark auf den Markt, wurde jedoch nach acht Wochen auf 299 D-Mark reduziert. Zum Verkaufsstart waren in Deutschland lediglich die beiden Launch-Titel Super Mario 64 und Pilotwings 64 erhältlich, wenige Wochen später folgten weitere Spiele.
Nintendo bewarb das Gerät zur Veröffentlichung als schnellstes Videospielsystem auf dem Markt. Besonders hervorgehoben wurde dabei die 64-Bit-Architektur des Prozessors, die Konkurrenzkonsolen PlayStation und Sega Saturn arbeiteten nur mit 32 Bit. Genutzt wurde der 64-Bit Modus in der Praxis jedoch kaum, da die Konsole nur 4 MB Arbeitsspeicher hatte (mit 32-Bit lassen sich 4 GB adressieren) und der Bus nicht breit genug war. Zudem wurden die für 3D-Grafik üblichen Gleitkommazahlen mit 32-Bit hinreichend genau dargestellt und Nebenwirkungen wie 8-Byte (statt 4-Byte) große Zeiger hätten die Programmierung unnötig erschwert. Infolge dieser Erfahrungen wechselte man auch für den Nachfolger des N64 zurück zur 32-Bit-Architektur. Der mit 93,75 MHz getaktete Prozessor konnte 125 Millionen Instruktionen pro Sekunde ausführen und war der PlayStation, die nur 30 MIPS verarbeiten konnte, überlegen.
Als Speichermedium für die Spiele wurden, wie schon bei Nintendos Vorgängerkonsolen, Module (sogenannte Game Paks) verwendet. Durch das Einsparen eines teuren CD-Laufwerks konnte die Konsole günstiger hergestellt und angeboten werden, wodurch der von Nintendo ausgegebene Startpreis von maximal 250 US-Dollar erreicht werden konnte. Die Module boten im Vergleich zu den Konsolen von Sony und Sega, die CD-ROMs verwendeten, kürzere Ladezeiten, dafür aber nur sehr wenig Speicherplatz und waren außerdem in der Produktion teurer. Dies schlug sich in den – im Vergleich zu den Mitbewerbern – hohen Verkaufspreisen für die Spiele nieder.
Der Controller des Nintendo 64, der Nintendo-64-Controller, führte als bedeutende Neuerung eine modernisierte, digitale Variante des zwischenzeitlich aus der Mode gekommenen Analog-Sticks ein, der eine genauere Steuerung insbesondere bei 3D-Spielen ermöglicht. Eine weitere Neuerung war das in den Controller einsteckbare Rumble Pak, das bei besonderen Ereignissen in bestimmten Spielen Vibrationseffekte (Force Feedback) auslöst. Der Analog-Stick sowie der Vibrationseffekt wurden bei Controllern nachfolgender Konsolen übernommen und etablierten sich auch bei Konkurrenzprodukten als fester Standard.
Nach der Ablösung im Jahr 2001 durch den Nachfolger Nintendo GameCube wurde die Konsole noch bis ins Jahr 2003 weiterhin hergestellt. Weltweit wurden etwa 32,93 Millionen Einheiten verkauft – nicht einmal ein Drittel so viele wie bei der PlayStation. Als meistverkauftes Spiel des N64 gilt Super Mario 64 mit weltweit etwa 11,9 Millionen verkauften Einheiten.

## Entstehung und Werdegang
Das Nintendo 64 wurde ab 1993 zunächst zusammen mit dem Workstation-Hersteller Silicon Graphics unter dem Projektnamen „Project Reality“ – das später in „Ultra 64“ umbenannt wurde – entwickelt.

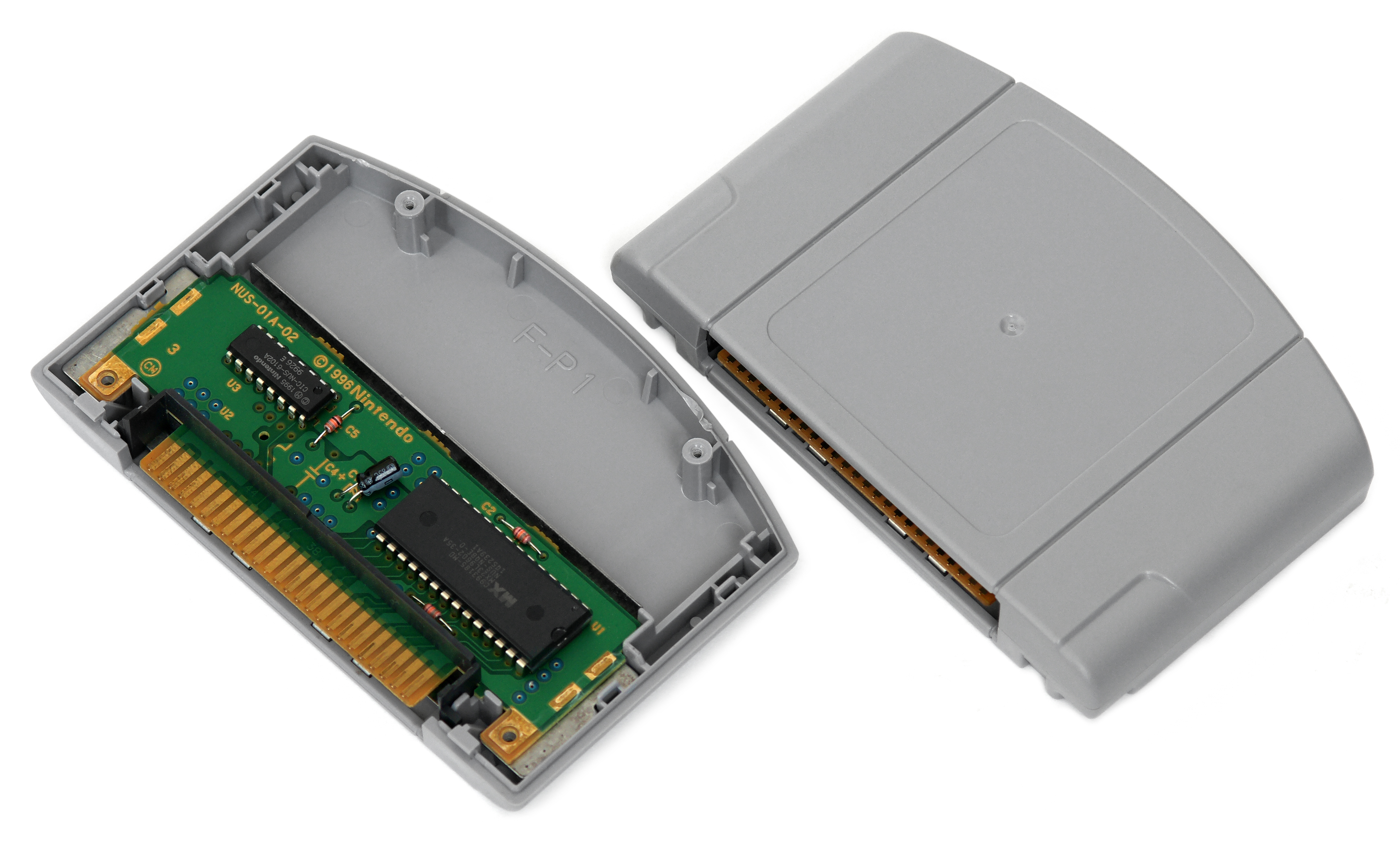
Geöffnetes Nintendo-64-Modul

Durch die Verwendung von Steckmodulen sollte das Schwarzkopierproblem umgangen werden. Zudem entfielen lange Ladezeiten und das Speichern von Spielständen war durch einen (bei manchen Spielen batteriegestützten) Speicher direkt auf dem Modul möglich. Im Vergleich zur CD-ROM lagen die Produktionskosten der Module jedoch wesentlich höher und aufgrund der deutlich geringeren Speicherkapazität von nur bis zu 64 MB (512 Mbit) konnten kaum vorgerenderte Video- und aufwändige Audiosequenzen in die Spiele integriert werden.
Aus diesen und anderen Gründen, wie der komplizierteren Spieleprogrammierung, wurde das Nintendo 64 von Anfang an eher spärlich von den Spieleherstellern berücksichtigt. Der bekannteste Entwickler hierbei ist Square, der seine besonders für den japanischen Markt bedeutenden Rollenspiele der Final-Fantasy-Reihe nicht für das Nintendo 64, sondern für die PlayStation veröffentlichte. Nintendo selbst war zusammen mit Rare der mit Abstand wichtigste Lieferant hochwertiger N64-Spiele.
Nintendo konnte trotz einiger bahnbrechender N64-Spiele die Vorherrschaft im Heimkonsolenmarkt nicht mehr behaupten und fiel bei den Nutzerzahlen des Nintendo 64 deutlich hinter die der PlayStation zurück. Auf dem Heimatmarkt Japan verkaufte sich auch der Sega Saturn besser.
2001 endete die Software-Entwicklung für das Nintendo 64 nach weltweit etwa 400 Titeln (davon über 250 in Deutschland), ca. 225 Millionen verkaufter Spiele und knapp 33 Millionen verkaufter Konsolen. Einer der letzten kommerziellen Erfolge war das Spiel Paper Mario, das ebenfalls im Jahr 2001 erschien.

## Erweiterungen und Peripherie

### Controller

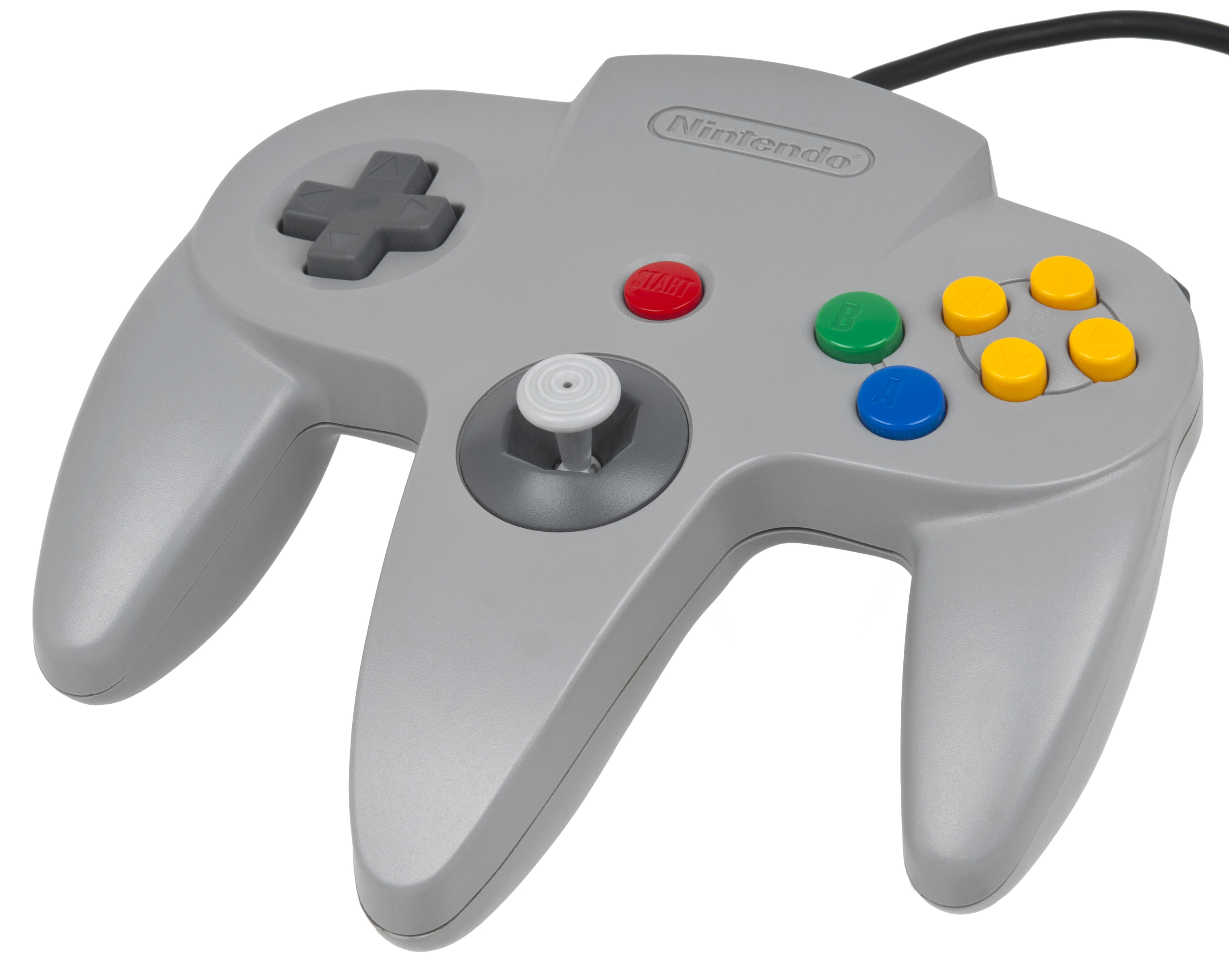
Controller des N64

Der Controller des Nintendo 64, ein Gamepad, das an einem der vier Anschlüsse an der Konsole Platz findet, hat eine außergewöhnliche Form mit drei Griffen: Der linke Griff bietet das seit NES-Zeiten verwendete Steuerkreuz und die L-Schultertaste, der rechte Griff die meisten der insgesamt zehn Tasten (auffällig: die vier kleineren C-Knöpfe) und der mittlere Griff den abzugähnlichen Z-Trigger-Knopf und einen damals neuartigen Analogstick, von dem die meisten Spiele Gebrauch machten, da er eine feinfühlige Steuerung in 3D-Spielen ermöglichte. Aufgrund der punktuellen Rückfederung dieses Analogsticks war das Verschleißrisiko bei unsachgemäßer Handhabung recht hoch. Vor allem bei Spielen der Mario-Party-Reihe musste man den Stick bei den diversen Minispielen mehrmals intensiv im Kreis drehen, was zu einem Kraftverlust der Rückfederung und Ablagerung von Schleifmaterial führen konnte. Aus diesem Grund änderte man die Analogstick-Aufhängung bei der Nachfolgekonsole, dem Nintendo GameCube, um möglichen Verschleiß zu minimieren.
Auf der Unterseite des Controllers kann ein sogenanntes Controller Pak zum Speichern der Spielstände oder ein Rumble Pak zum Erzeugen von Rüttel-/Vibrationseffekten eingesetzt werden.

### Rumble Pak

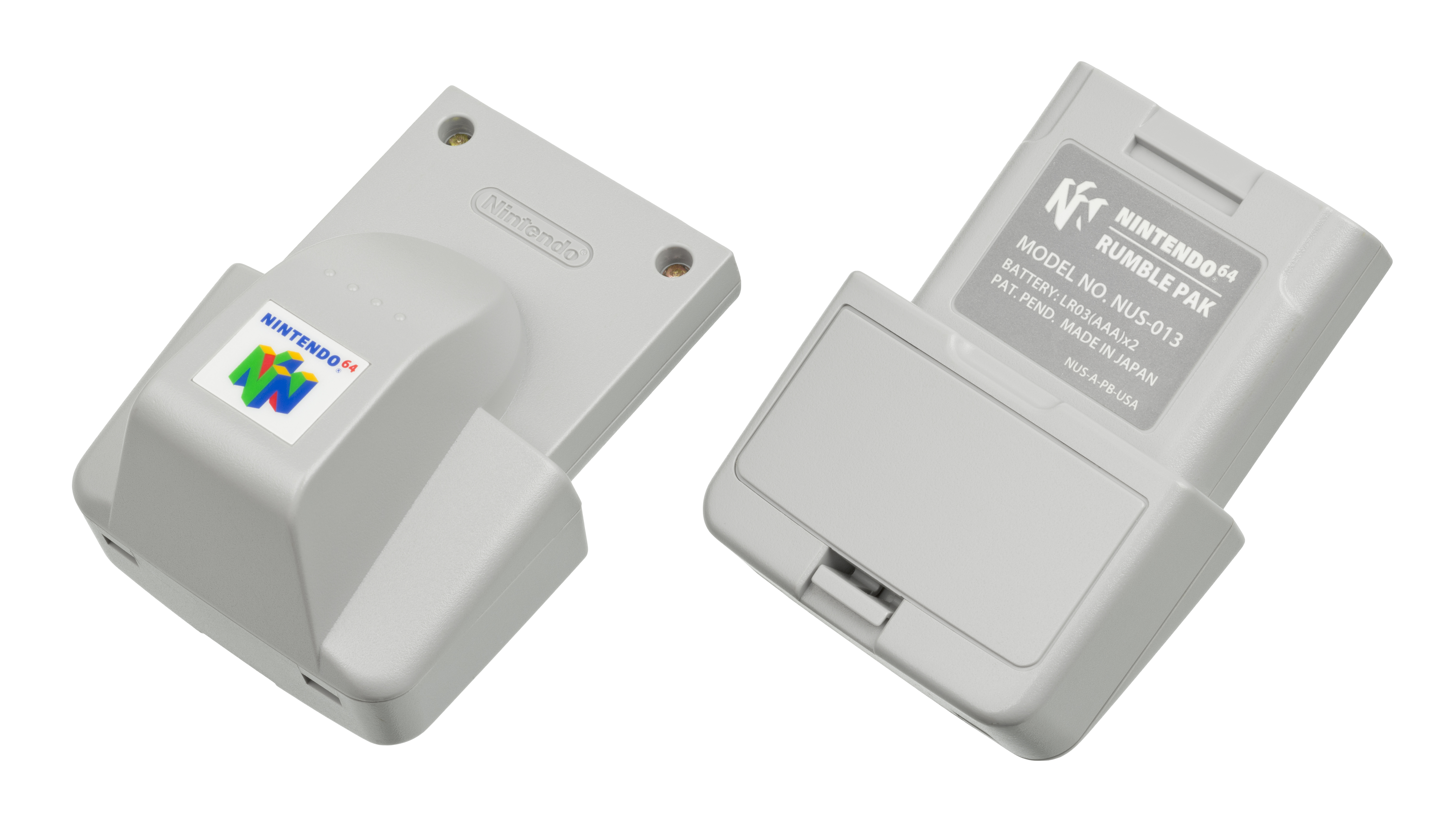
Rumble Pak

Das Rumble Pak wurde 1997 zusammen mit dem Spiel Lylat Wars in einem Bundle und später auch einzeln verkauft. Dieses Force-Feedback-Feature wurde von anderen Herstellern kopiert und ist heute in jedem Konsolen-Controller Standard (abgesehen von der fehlenden Rumble-Funktion des PS3-Controllers „Sixaxis“ und des Wavebird-Controller für den Nintendo GameCube). Nintendo bot nie ein Pak an, das die Funktionen von Rumble und Controller Pak vereinte, so dass der Spieler sich bisweilen gezwungen sah, zwischen Rumble-Effekt und Speichermöglichkeit – wenn ein Spiel kein Speichern auf dem Modul unterstützte – zu wählen. Um dieses Problem zu umgehen, wurde in späteren Spielen die Möglichkeit gegeben, die Paks für einen Moment auszutauschen. Andere Hersteller boten Module an, die zwischen Speichern und Vibration umgeschaltet werden konnten, was allerdings keine optimale Lösung darstellte, da diese Module mit einigen Spielen nicht korrekt arbeiteten.

### Jumper Pak

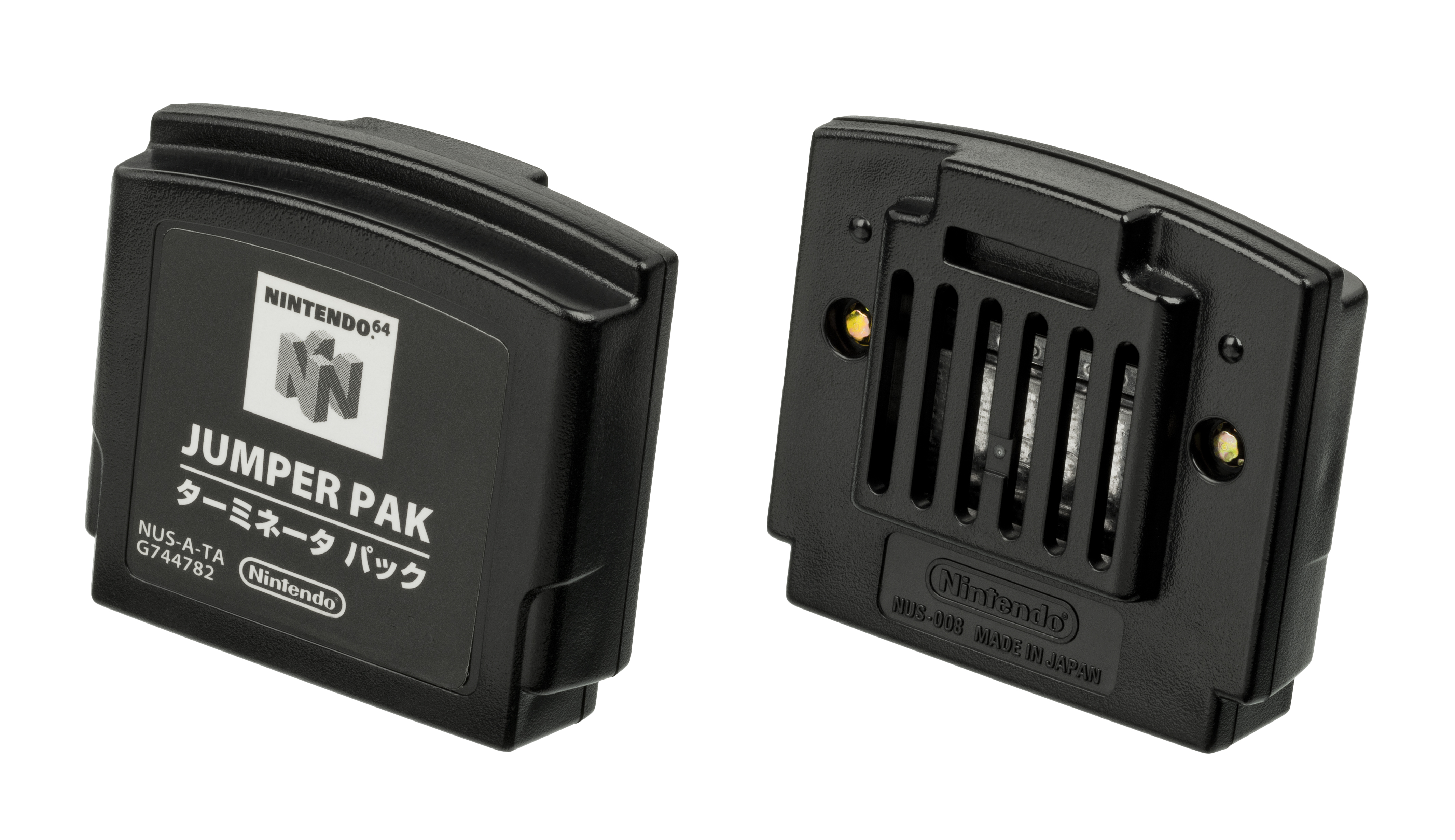
Jumper Pak

Das Jumper Pak ist ein Modul, das an den Speichererweiterungsanschluss der Konsole angeschlossen wird. Er dient keinem anderen funktionalen Zweck, als den Rambus-Bus in Abwesenheit des Expansion Pak zu terminieren. Die meisten Nintendo 64-Konsolen wurden mit dem Jumper Pak ausgeliefert.

### Expansion Pak

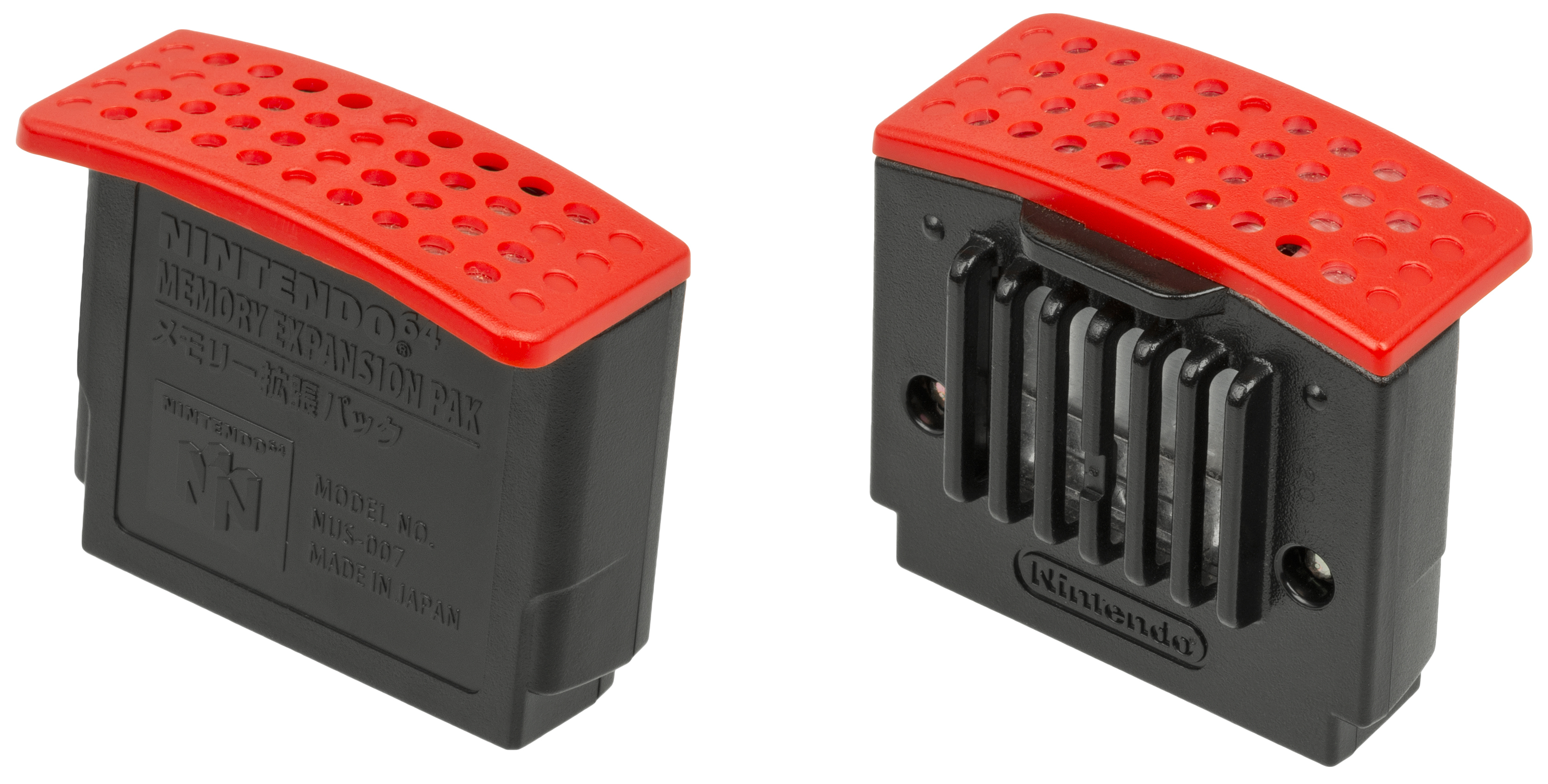
Expansion Pak

Eine besondere Erweiterung stellt das Expansion Pak dar, das in einen kleinen Schacht auf der Konsolenoberseite eingesetzt werden kann, wodurch der Arbeitsspeicher von 4 MB auf 8 MB erhöht wird. In einigen Spielen kann dadurch optional eine höhere Texturgröße (sogenannte High-Resolution) gewählt werden, bei der die Anzahl der Pixel von 320 × 240 auf 640 × 480 erhöht wird. Die höhere Texturgröße beansprucht jedoch mehr Rechenleistung, somit erhält man auch eine niedrigere Bildwiederholfrequenz. Für drei Titel (Donkey Kong 64, The Legend of Zelda: Majora’s Mask sowie große Teile von Perfect Dark) ist das Expansion Pak sogar zwingend erforderlich, weswegen es auch Donkey Kong 64 beilag. Um das Expansion Pak einsetzen zu können, muss zunächst das Jumper Pak, eine Art Pseudo-Modul ohne zusätzlichen Arbeitsspeicher, entfernt werden.

### Transfer Pak

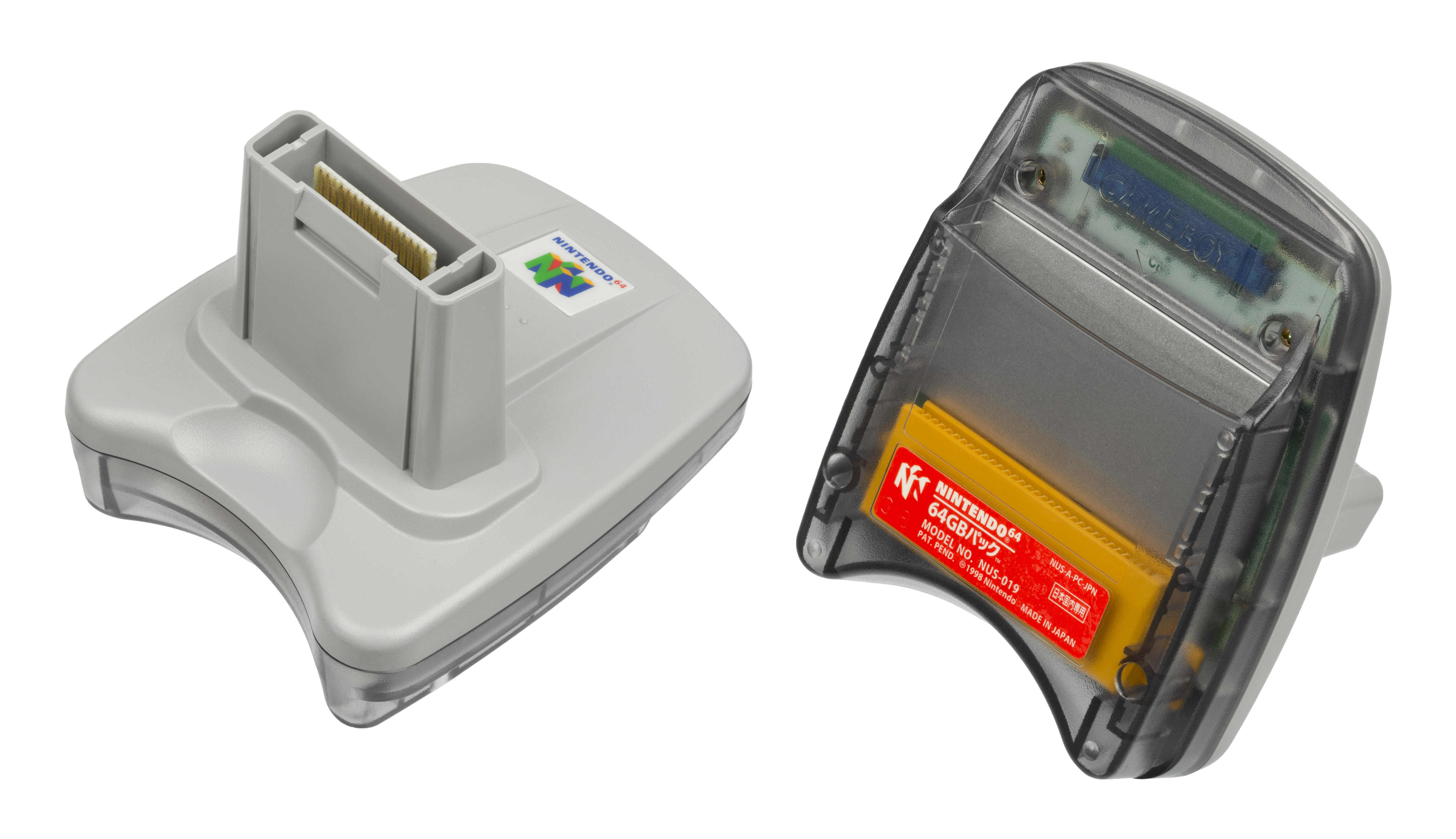
Transfer Pak

Es gab von Nintendo zudem noch das Transfer Pak zum Übertragen von Game-Boy-Daten in ein N64-Spiel. Es besitzt selbst einen Schacht, in den ein Game-Boy-Spielmodul gesteckt wird. So kann ein Datenaustausch zwischen GB- und N64-Modul erfolgen. Nur wenige N64-Spiele wie z. B. Pokémon Stadium sowie dessen Nachfolger Pokémon Stadium 2 nutzten dieses Feature. Bei Mario Golf und Mario Tennis ermöglichte das Transfer Pak den Austausch von Charakterdaten zwischen Game-Boy- und Nintendo-64-Version des jeweiligen Spiels. Bei Perfect Dark für den Nintendo 64 ließen sich außerdem durch Verbindung mit der Game-Boy-Version des Spiels Cheats freischalten. Im Spiel Mickey's Speedway USA ließ sich mit Hilfe des Transfer Pak ein zusätzlicher Charakter freischalten.

### Controller Pak

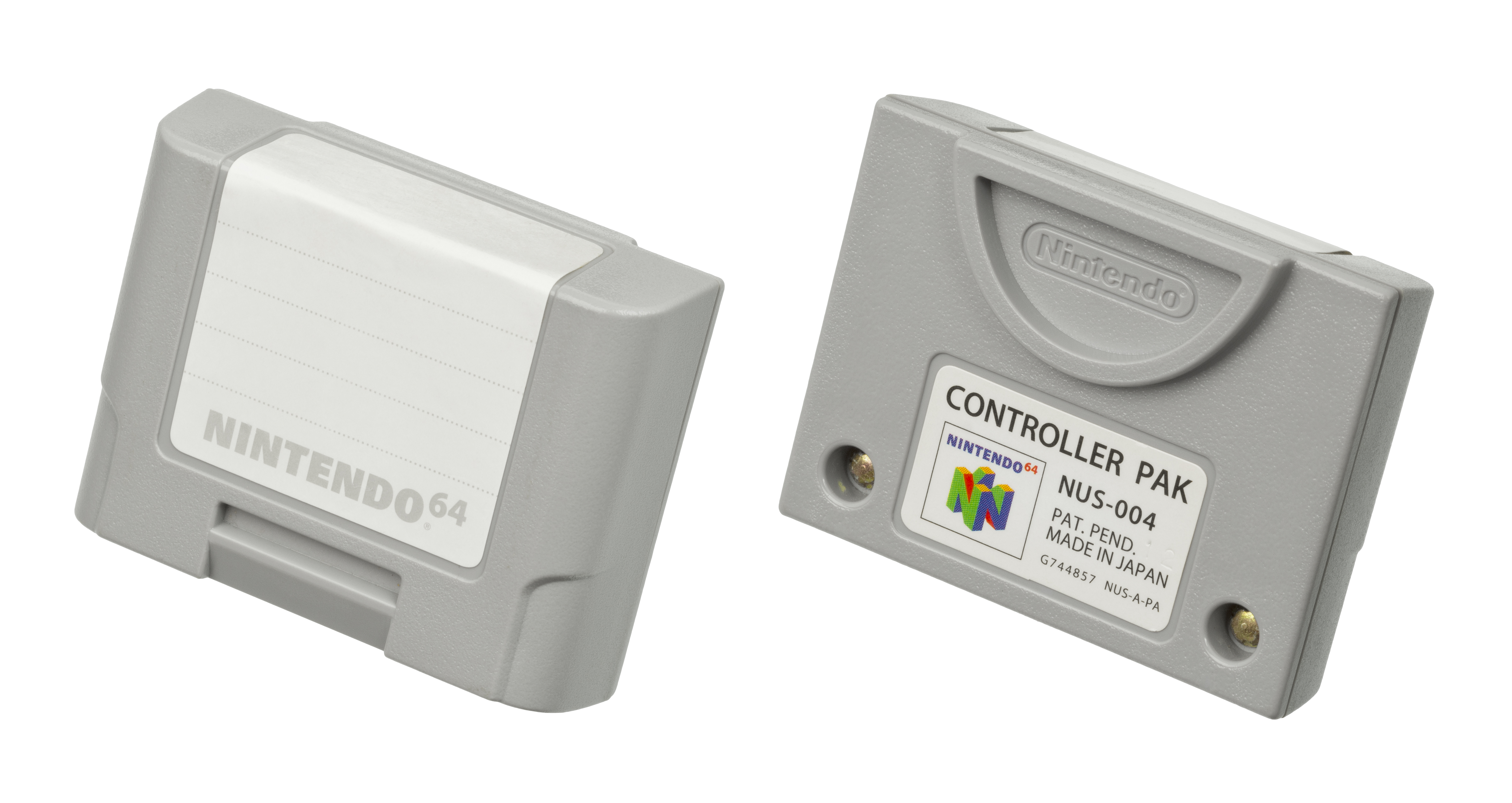
Controller Pak

Das Controller Pak war ein Zubehör, das wie das Rumble Pak und Transfer Pak in die Aussparung auf der Rückseite des Nintendo-64-Controllers gesteckt werden konnte. Es handelte sich um ein batteriegestütztes Speichermodul, das separat erworben werden konnte. Damit konnten bei ausgewählten Spielen, die durch ein spezielles Zeichen auf der Verpackung gekennzeichnet waren, Daten gespeichert werden (z. B. bei Diddy Kong Racing, um Highscorezeiten zu sichern).
Das Controller Pak ist beim Nintendo 64 aufgrund des modulinternen Speichersystems nicht unbedingt nötig. Allerdings verzichteten einige Hersteller darauf, sodass einige Spiele dieses Pak voraussetzen. Intern befindet sich ein 32 Kilobyte großer SRAM-Chip vom Typ Toshiba TC55257DFL-85L und die dafür nötige Batterie. Der Speicher ist in 128 Seiten aufgeteilt, von denen 123 zum Speichern von Spielständen zur Verfügung stehen, wofür je nach Spiel eine bis alle 123 Seiten benötigt werden. Unabhängig von der Auslastung der Seiten besteht eine Begrenzung auf maximal 16 gespeicherte Spielstände pro Controller Pak.

### Microphone Pak

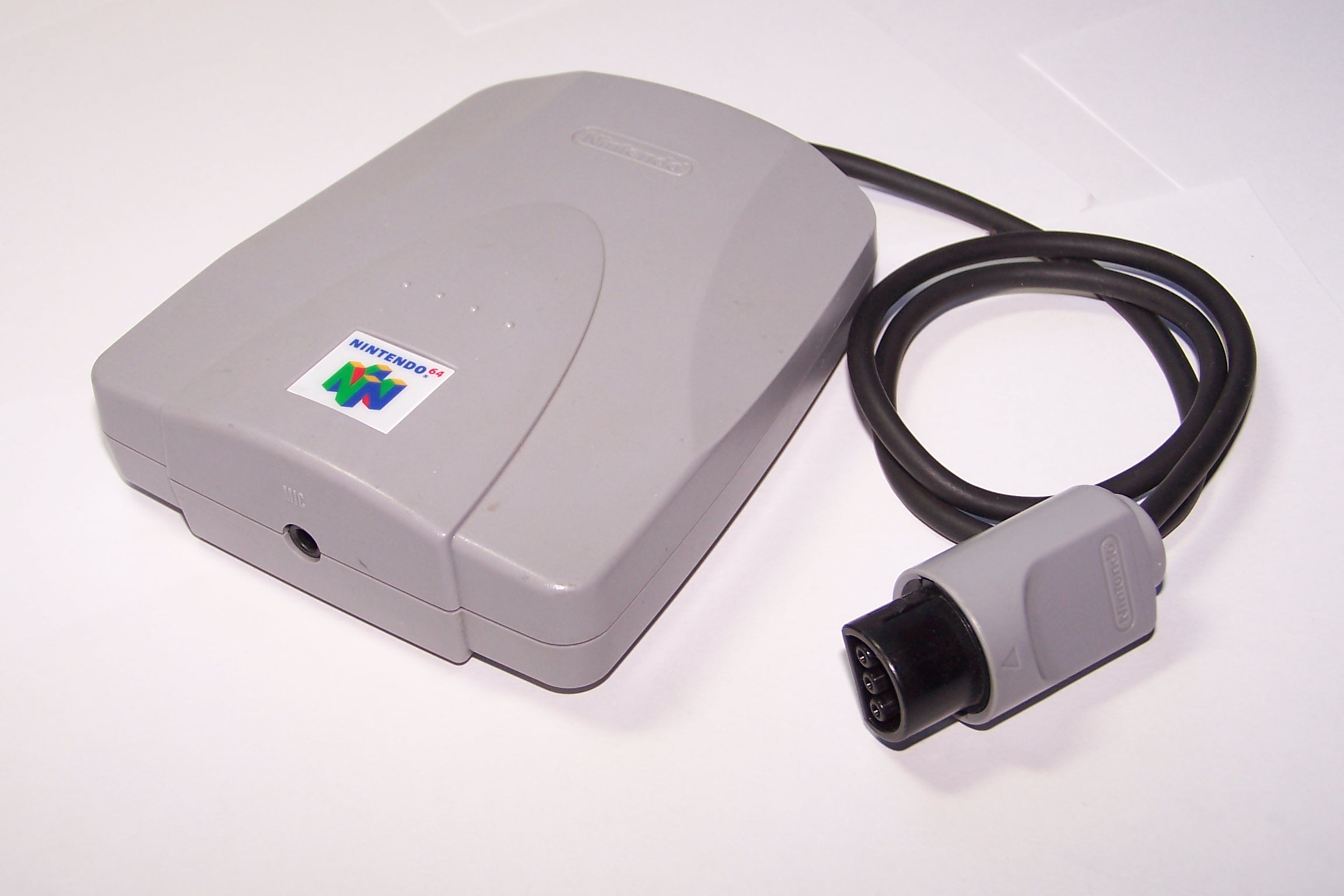
Voice Recognition Unit (VRU)

Weiterhin erschien nur in Japan und den USA speziell das Microphone Pak zur Spracherkennung und -steuerung im Pokémon-Spiel Hey You, Pikachu! Dazu wird die Spracherkennungshardware („Voice Recognition Unit“, kurz: VRU [NUS-020]) an den vierten Controller-Anschluss des Nintendo 64 angeschlossen, während das eigentliche Mikrofon [NUS-021] in den Controller Pak-Schacht an der Controller-Unterseite gesteckt wird, dort aber keine elektrische Verbindung herstellt (das japanische Mikrofon ist ein Headset). Die VRUs sind regionalgebunden und eine VRU für die USA-Region kann nicht für japanische Spiele verwendet werden und umgekehrt.

## Varianten

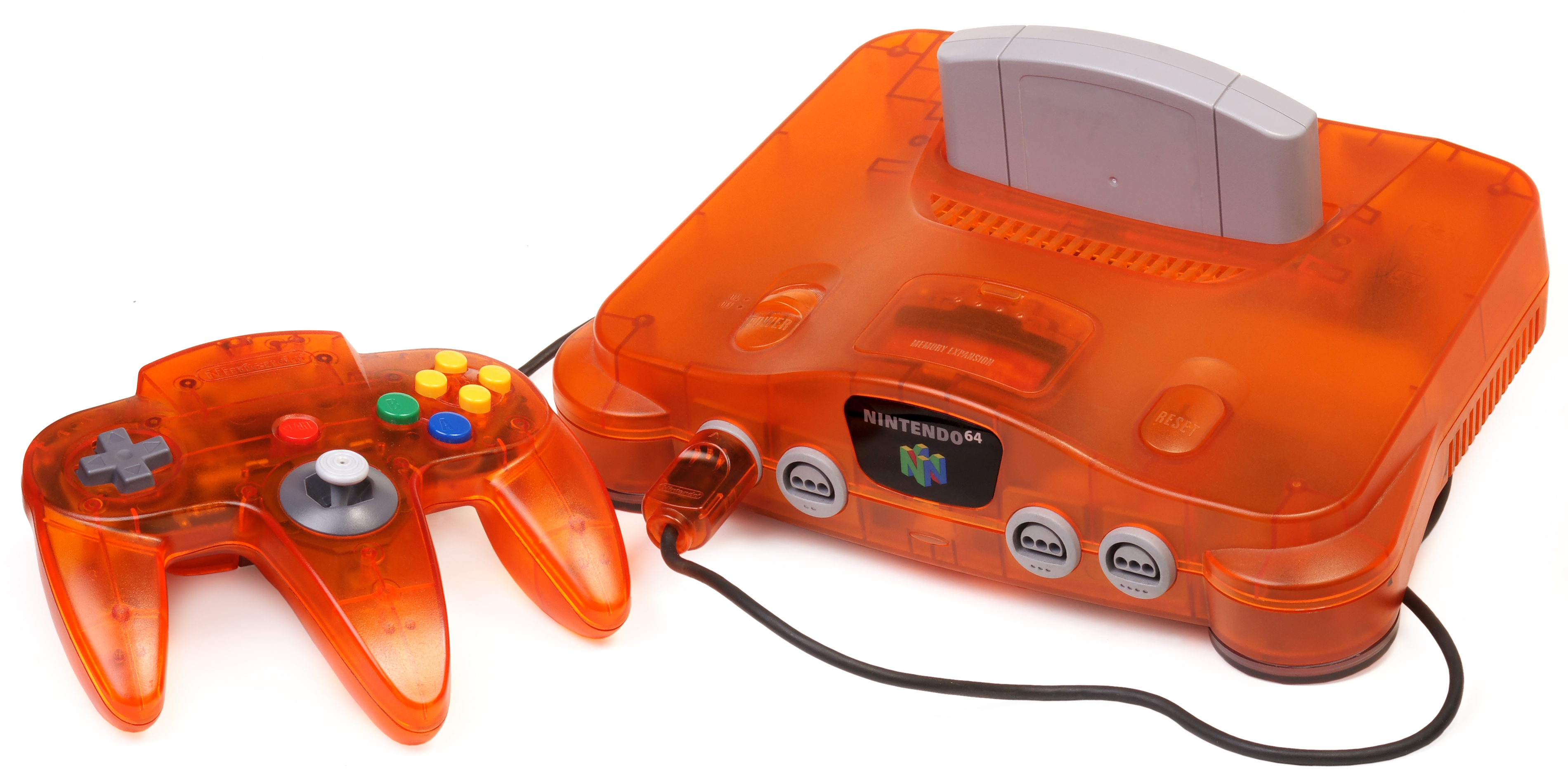
Feuerorangefarbene Nintendo 64 Konsole und Controller

Ursprünglich war das Nintendo 64 nur in Schwarz erhältlich. Ab Frühjahr 2000 folgten verschiedene farbige Gehäusevarianten (blau, grün, lila, orange und rot), welche von Nintendo unter dem Namen „Funtastic Series“ beworben wurden. Diese Varianten kamen mit einem jeweils zur Konsole farblich identischen Controller. Die Ausführung entsprach hardware-technisch aber dem Grundgerät. Diese Varianten waren nur in speziellen Angeboten zusammen mit einem beworbenen Spiel erhältlich. Es gab auch diverse Sondereditionen des Nintendo 64, welche je nach Region variierten. So erschien z. B. ein Bundle mit dem Spiel GoldenEye 007 in Großbritannien und Skandinavien sowie ein für den französischen Markt exklusives Bundle mit dem Spiel F1 World Grand Prix. Außer der Grundkonsole wurde auch oft der Controller farblich modifiziert.
2000 folgte eine neue Gehäusevariante im blau-gelben Pokémon-Design mit einer Pikachu-Figur auf der rechten Oberseite sowie einem Pokéball als Ein-/Ausschalter. Der rechte Fuß Pikachus dient als Reset-Taste. Dazu gab es einen entsprechend gefärbten Controller mit dem Schriftzug Pokémon. Zusätzlich leuchteten im eingeschalteten Zustand der Konsole die Backen der Pikachu-Figur mit roten LEDs auf. Dies ist nicht zu verwechseln mit der Pokémon-Edition von 2001, die nur ein normales Grundgerät mit einem Pokémon-Aufkleber an der linken Seite darstellte.
Des Weiteren gab es in Japan und den USA auch eine goldene Konsole. In Europa musste man sich mit einem goldenen Controller begnügen.

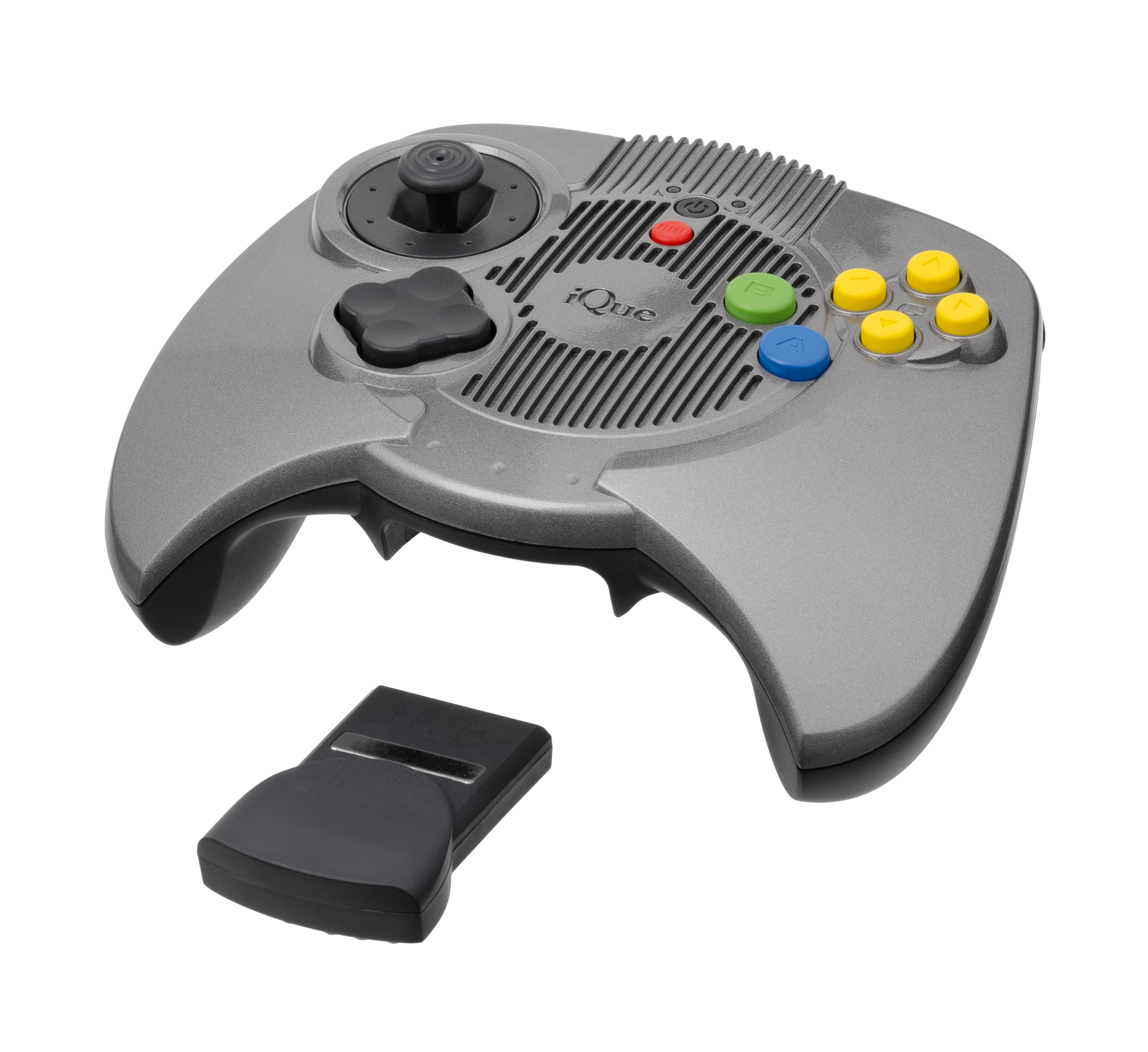
iQue Player mit Speicherkarte

In Südkorea wurde die Konsole anfangs aufgrund eines Handelsembargos zwischen Japan und Südkorea als Hyundai Comboy 64 von Hyundai Electronics vertrieben, wobei der Originalschriftzug samt Logo beibehalten wurde. Das Embargo wurde jedoch 1998 aufgehoben, sodass später die japanische Version des Nintendo 64 in Südkorea vertrieben werden durfte. Der Hyundai Comboy 64 ist somit heutzutage eine beliebte Konsole unter Sammlern.
2003 wurde die gesamte Hardware des Nintendo 64 in einem Controller untergebracht und als iQue Player ausschließlich in China veröffentlicht.

## Technische Daten

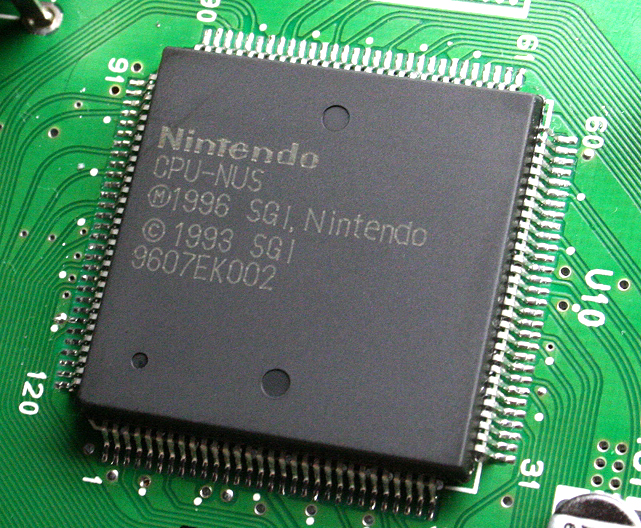
Prozessor NEC VR4300

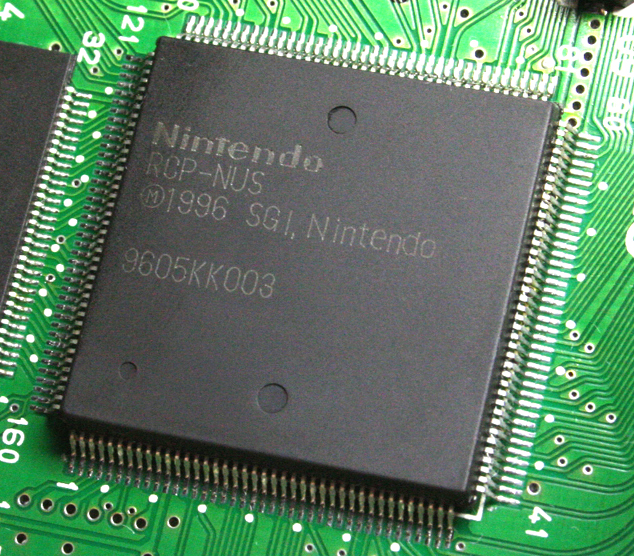
Koprozessor NEC RCP

- Prozessor: SGI (NEC) 64-Bit MIPS R4300i RISC (93,75 MHz), 24 kB L1 Cache, 125 MIPS, 250 MB/s Bus
- Koprozessor: SGI 64-Bit RCP (62,5 MHz), 100 MFLOPS, 150k Polygone/Sekunde, 32-bit Color, 500 MB/s Bus
  - „Reality Co-Processor“ für Grafik- und Audioberechnung/-wiedergabe
  - Bestehend aus zwei integrierten Prozessoren: RDP (Reality Drawing Processor) und RSP (Reality Signal Processor, ein Vektorprozessor)
- Speicher: 500 MHz Rambus DRAM (4 MB bzw. 32 Mbit, mit Expansion Pak 8 MB bzw. 64 Mbit), Unified Memory Architecture
- Grafik: 256×224 bis 646×486 (NTSC) bzw. 768×576 (PAL) Pixel Auflösung
  - Signal: Composite und S-Video, bei bestimmten Geräten per Modifikation auch RGB[20][21]
  - Farbtiefe: 32-Bit
  - Fähigkeiten (Auswahl):
    - flimmerfreier Interlace-Modus
    - Z-Buffering
    - Echtzeit-Kantenglättung
    - Bewegungsunschärfe
    - Realistisches Texture-Mapping (Trilineare Mip-Map-Interpolation, Environment-Mapping, Perspektivkorrektur)
- Sound: ADPCM, 16-Bit Stereo (44,1 kHz), Dolby Surround
- Maße (B×T×H): 260 mm × 190 mm × 73 mm
- Gewicht: 1100 g
- 4 Anschlüsse für Gamecontroller

## Spiele
Über die Lebenszeit des Nintendo 64 von 1996 bis 2002 wurden weltweit insgesamt 388 Spiele für die Konsole veröffentlicht. Eine Vielzahl von Spielen wurden ausschließlich in Japan oder Nordamerika angeboten. In Europa wurden insgesamt 239 Spiele publiziert. Im Vergleich zu den vorangegangenen Konsolen von Nintendo, dem NES & SNES, fiel die Anzahl der veröffentlichten Titel somit wesentlich geringer aus. Aufgrund der komplexen Entwicklung von Nintendo-64-Spielen und den damit verbundenen hohen Entwicklungskosten scheuten viele Entwickler und Publisher vor der Veröffentlichung von Spielen auf der Konsole zurück. Ebenso war die geringe Speicherkapazität der Spielmodule ein hemmender Faktor, weswegen viele Publisher eher auf die Veröffentlichung ihrer Spiele auf der PlayStation setzten.
Zum Verkaufsstart des Nintendo 64 in Japan standen lediglich drei Spiele zur Verfügung: Super Mario 64, Pilotwings 64 sowie Saikyou Habu Shogi, ein exklusiv in Japan erschienenes Schachspiel. Auch zum Verkaufsstart in den USA einige Monate später sowie in Europa im März 1997 sah die Auswahl nicht besser aus.
Für das Nintendo 64 erschienen einige der bisher beliebtesten Spiele, wie beispielsweise das mit 99 von 100 Punkten von Metacritic bewertete The Legend of Zelda: Ocarina of Time oder der Launchtitel Super Mario 64. Weitere nennenswerte Titel sind u. a. Mario Kart 64, Super Smash Bros., Banjo-Kazooie oder GoldenEye 007. Besonders GoldenEye 007 galt aufgrund seines Gameplays und Designs als wegweisender Titel für zukünftige Ego-Shooter Spiele.
Neben Nintendo als Entwicklerstudio gab es eine Vielzahl von weiteren Entwicklern, welche teilweise im Auftrag von Nintendo als auch eigenständig Spiele für den Nintendo 64 produzierten. Nennenswerte Spieleentwickler für den Nintendo 64 sind u. a. Rareware, Acclaim, LucasArts oder Hudson Soft. Letzteres war u. a. für die Entwicklung der Mario-Party-Serie auf dem Nintendo 64 verantwortlich.
Als eines der letzten Spiele erschien Tony Hawk’s Pro Skater 3 im Jahr 2002 in Nordamerika. Bereits im November 2001 erschien mit Mario Party 3 das letzte Spiel für den Nintendo 64 in Europa.
Wegen der hohen Herstellungskosten der Module waren N64-Spiele erheblich teurer als die CD-ROM-Titel der Konkurrenz. Conker’s Bad Fur Day kostete bei Erscheinen 2001 rund 180 DM.

### Players Choice Label
Einige ausgewählte und beliebte Spiele wurden als Players Choice Variante erneut durch Nintendo veröffentlicht. Diese zeichneten sich durch eine silberfarbene Verpackung und einen niedrigeren Preis aus. Folgende Spiele wurden in Europa unter dem Players Choice Label veröffentlicht:
- 1080° Snowboarding
- Banjo-Kazooie
- F1 World Grand Prix
- F-Zero X
- GoldenEye 007
- Lylat Wars
- Mario Kart 64
- Snowboard Kids
- Super Mario 64
- Wave Race 64

## 64DD

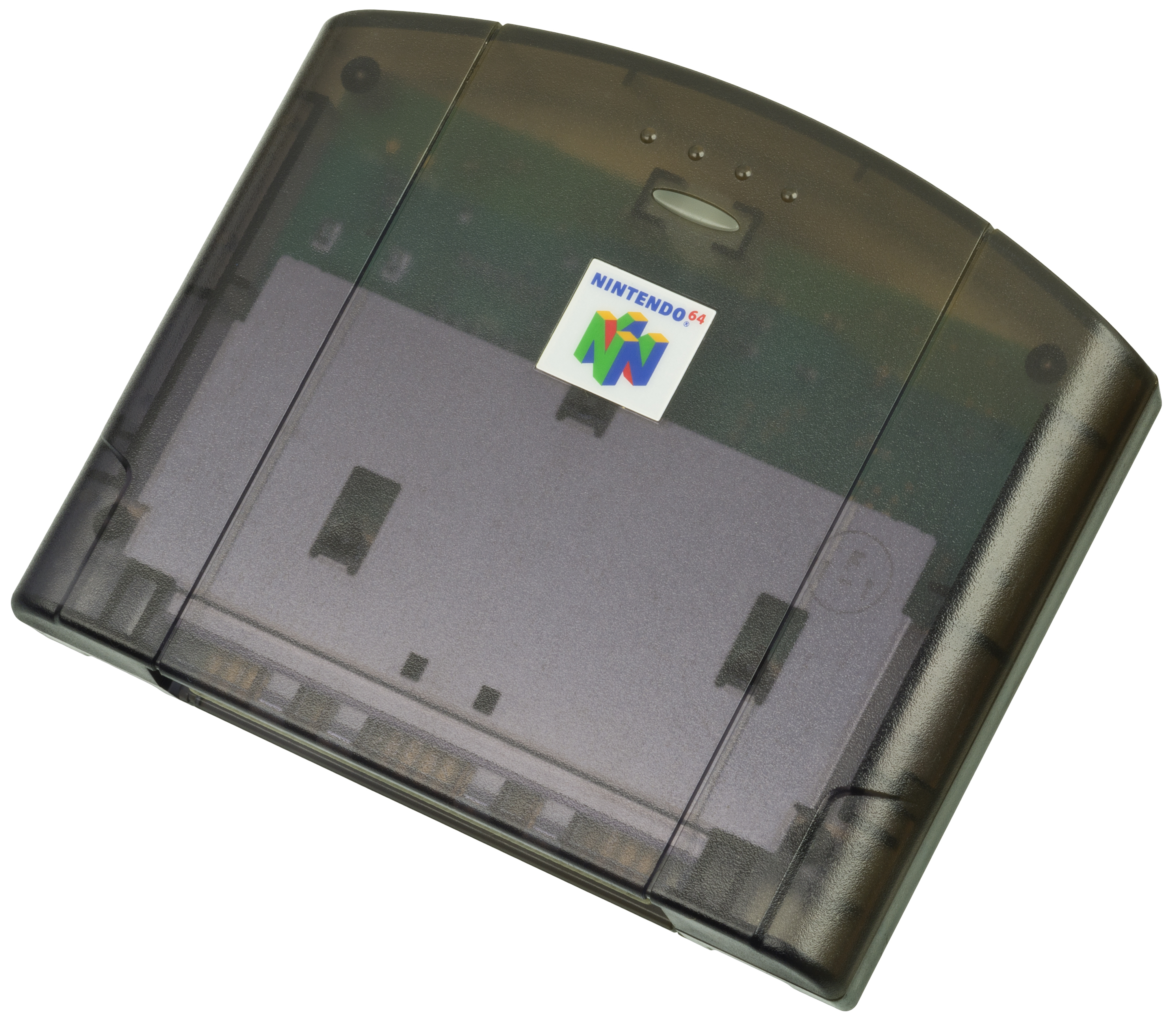
Nintendo 64 Modem-Cartridge

Das 64DD (64 Dynamic Drive, auch bekannt als 64 Disk Drive) ist eine Spielkonsole von Nintendo als Zusatzgerät für das Nintendo 64 (im Zusammenhang mit dem Nintendo 64 auch Nintendo 64DD oder N64DD genannt).
Es wurde auf der 8. Shoshinkai 1996 angekündigt und sollte im März 1997 erscheinen. Mit großer Verzögerung wurde das 64DD jedoch erst im Winter 1999 in Japan veröffentlicht. Da nur wenige Einheiten produziert wurden, wird es allgemein als Misserfolg eingestuft. Lediglich neun Spiele erschienen, jedoch konnte man mit Hilfe des RandnetDD-Service chatten und online spielen. Zu einer Veröffentlichung des 64DD außerhalb Japans kam es nicht. Im März 2001 wurde das RandnetDD schließlich abgeschaltet. Im Endeffekt bezeichnete Nintendo das Gerät als Experiment und vieles, was auf dem 64DD getestet wurde, ist auf dem Nintendo GameCube zu finden.

### Funktionsweise

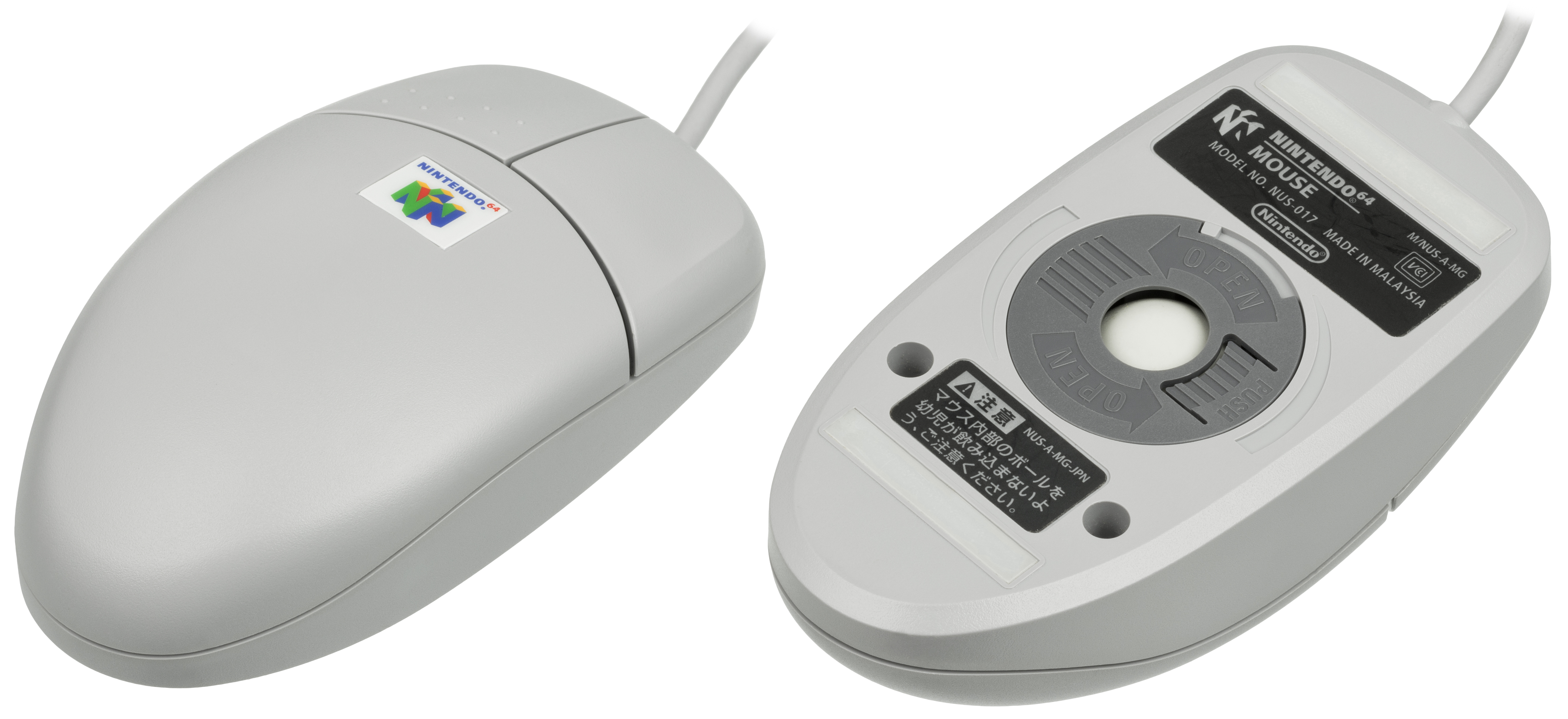
Nintendo 64 Maus-Controller

Das 64DD wird an den unterseitigen EXT-Schacht des Nintendo 64 angeschlossen und bildet dann eine Art Sockel, auf dem die Hauptkonsole steht und das 64DD mit Strom versorgt. Es funktioniert nur mit dem mitgelieferten Expansion Pak. Befindet sich im N64 ein Spielemodul, wird das 64DD ignoriert. Ansonsten wird auf das Zusatzlaufwerk zugegriffen, das keine Spielemodule, sondern Zip-ähnliche Disks verwendet, die 64 MB Speicherkapazität bieten, von denen bis zu 38 MB wiederbeschreibbar sind.

### Ausstattung

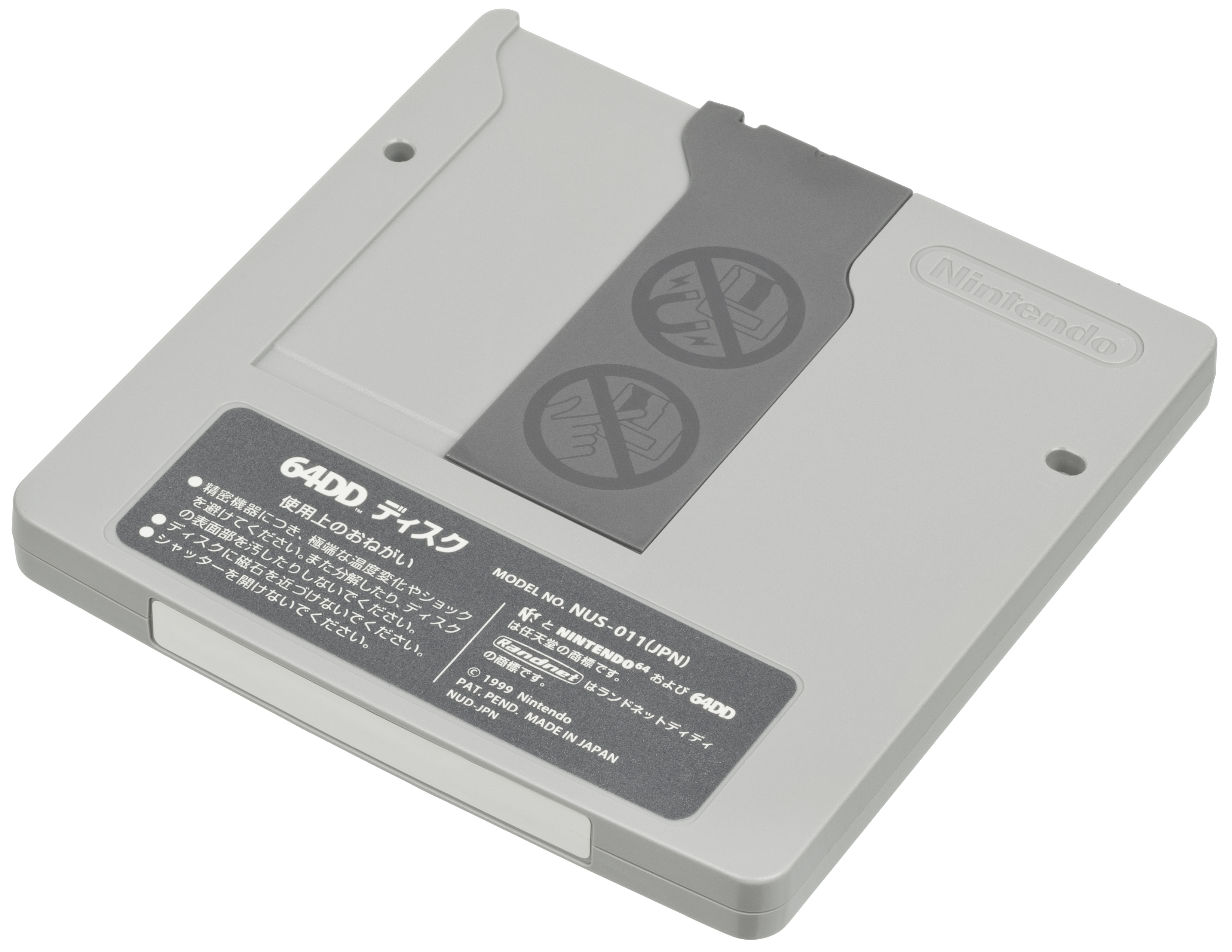
64DD Diskette

Im Lieferumfang befand sich die Randnet-Disk, die zusammen mit dem ebenfalls mitgelieferten Modem-Modul den Zugang zum RandnetDD ermöglichte, das verschiedene Mehrspieler-, Mail- und Chatfunktionen bot. Als Zubehör gab es eine Maus, eine Tastatur und ein spezielles Capture-Modul, mit dem man externe Geräte anschließen konnte.

### Veröffentlichte Spiele
- Mario Artist: Communication Kit
- Mario Artist: Paint Studio (inkl. Maus)
- Mario Artist: Polygon Studio
- Mario Artist: Talent Studio (inkl. Capture-Modul)
- F-Zero X Expansion Kit
- Japan Pro Golf Tour 64
- Kyojin no Doshin 1 (Doshin the Giant)
- Kyojin no Doshin 2 (Doshin Expansion Disk)
- SimCity 64[29]

## Homebrew und Sicherheitskopien

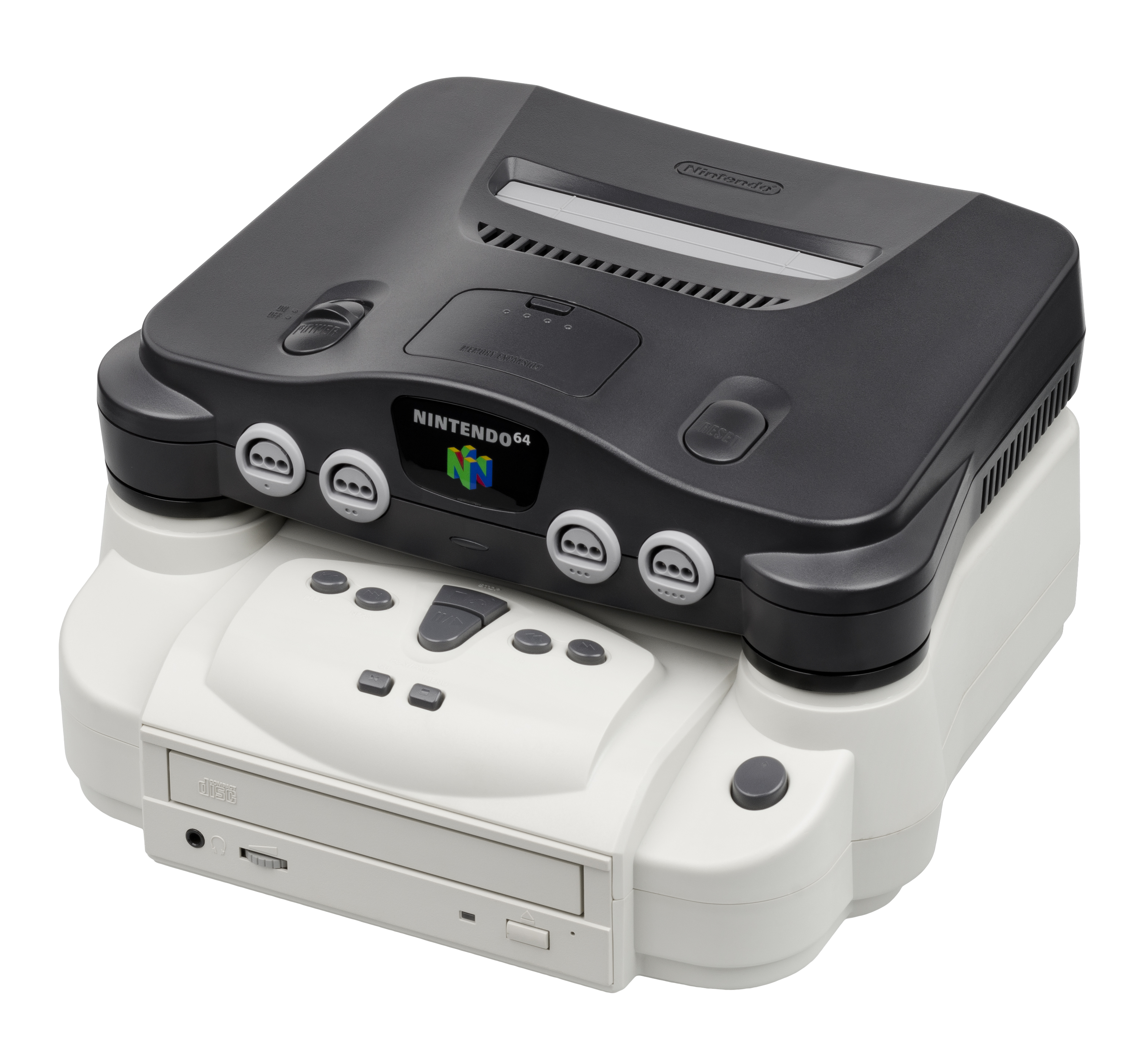
Nintendo 64 und Sicherheitskopiergerät

Noch im Jahr 1996 erschienen die ersten Geräte, mit denen es möglich war, Sicherheitskopien der Module zu erstellen. Diese konnten dann, wie auch Homebrew-Software, auf der Konsole ausgeführt werden. Der Preis für diese technisch einem PC ähnelnden Geräte lag zwischen 500 DM und 800 DM. Als Datenträger wurden CD-Rs, 100-MB-Zip-Disketten oder Flash-Speicher verwendet. Spätere Modifikationen von Hobby-Entwicklern machten es möglich, Festplatten oder CompactFlash-Speicher zu nutzen.
Die Anschlussarten zum N64 waren unterschiedlich. Einige nutzten den Erweiterungsanschluss an der Unterseite des N64, andere den Modulschacht. Im Vergleich zur PlayStation war die Homebrew-Szene auf dem Nintendo 64 relativ klein.

## Emulation
Wie bereits bei den beiden Vorgängern NES und SNES ist es auch beim Nintendo 64 möglich, die Spiele mittels spezieller Lesegeräte von den Steckmodulen auf einen Computer zu kopieren und per Emulator zu spielen.